# Punto de vista (narratología)
En narratología, el punto de vista es la perspectiva desde la que se cuenta una historia. La forma de transmitir esta información puede ser literaria o audiovisual. En el relato puede haber muchas formas de narrar una historia; por tanto, puede relatarse desde varios puntos de vista.
En el seno del relato audiovisual, los tres ejes decisorios del ente enunciador son: los narradores, la focalización (el saber), la ocularización (el ver) y la auricularización (el oír); que actúan dialéctica y simultáneamente para construir el punto de vista.
El orden aplicado a la creación final de un punto de vista es el siguiente: el “aparato” que filma (la cámara) produce un componente visual al actuar sobre el profílmico (localización) que deviene en un determinado punto de vista que adjudicamos a un narrador o a un personaje (ocularización y auricularización) y sobre el que se desarrolla un flujo de saberes (focalización) La enunciación inicial de los hechos constituye el punto de vista en el origen del discurso, que se verá dialécticamente reformulado mediante la lectura/interpretación que deviene en el punto de vista del espectador (en destino).
En el cine hegemónico (MRI), se propugnaba la transparencia enunciativa (el camuflaje del encunciador en el discurso), aunque esta era casi imposible. Más tarde, las intervenciones del ente enunciador sobre el significante se hicieron evidentes en películas como Ciudadano Kane y fueron progresando a lo largo de los años hasta la considerada "Modernidad Cinematográfica".

## Sistema de narradores
El narrador es la instancia que vehicula y da forma a un determinado relato. A lo largo del mismo, pueden ser diversas las instancias que modifican el discurso mediante la variación de las relaciones entre ente enunciador y espectador implícito.
Se denomina Meganarrador al ente conceptual que representa al autor real en el seno del discurso, el cual da pie a la existencia de narradores de primer o segundo nivel, homodiegéticos o heterodiegéticos, y su manifestación de búsqueda de la transparencia enunciativa o no. En relación con la diégesis, si el personaje en cuestión narra su propia historia o visión de los hechos, es homodiegético. Si, por el contrario, explica acontecimientos vividos por otros, se trata de un narrador heterodiegético.

### Marcas en el significante
Hay ocasiones en las que las entidades enunicadoras o Meganarradores siembran marcas en los textos como: rótulos, voces over, movimientos de cámara, mostraciones del dispositivo, música... entre otras estrategias mostrativas que implican huellas autorales y pluses de significación, y que, por lo tanto, hacen una enunciativa no transparente.

### Sutura
El concepto psicoanalítico sutura, en su aplicación a la teoría fílmica, hace referencia al acto de lectura a través del cual el espectador sostiene de forma inconsciente el discurso “rellenando” las ausencias entre plano y plano y superando los límites que entraña la sección del encuadre.
La interiorización de las relaciones construidas por el lenguaje cinematográfico contribuyen a implementar esas elipsis inherentes al montaje analítico. En este sentido, cuanto más se construya un determinado relato siguiendo las directrices y reglas del Modo de Representación Institucional (esto es, respetando reglas como las de los ejes de miradas y dirección que refuerzan la representación de un espacio homogéneo y habitable), más transparente resultará el montaje y, por tanto, más inadvertido pasará el ejercicio de sutura realizado por el espectador.
La verosimilitud, por su parte, siempre que potencie esa misma idea de universo consistente (tanto mediante recursos expresivos como narrativos), ayuda a que el espectador construya imaginariamente el resto de mundo que se sobreentiende  desde las limitaciones de los planos ensamblados.

## Focalización
Transferencia del saber a través de los procedimientos enunciativos del film, sea de forma directa, en procesos de transparencia enunciativa, o mediante el sistema de narradores. 
Las relaciones de saber pueden explicitarse con relación a los personajes (saber más, menos o igual que el narrador o ente enunciador), pero, sobre todo, interesa la que se establece con el espectador, que puede ser de carácter omnisciente (en sistemas de transparencia) o interno, si se focaliza el relato en un personaje concreto.
Existen tres tipos de focalización narrativa: focalización cero, focalización interna y focalización externa.

### Focalización Cero
Es la ausencia de focalización. En este caso no hay restricciones para el narrador, quien posee toda la información. Conoce los pensamientos de los personajes (puede introducirse en sus mentes) y todos los acontecimientos de la historia. Este tipo de focalización es la que corresponde al narrador conocido como narrador omnisciente. Un ejemplo es el narrador de “El cuento de la isla desconocida”, de José Saramago.

### Focalización interna
La historia se cuenta desde el punto de vista de un personaje. La perspectiva está, pues, dentro de un personaje, de ahí lo de focalización interna. El conocimiento de los narradores con este tipo de focalización es parcial, subjetivo; no es completo. No conoce toda la información de la historia y lo que sabe, lo sabe influenciado, evidentemente por su propia visión, por su propia experiencia de lo sucedido. Este tipo de focalización al narrador protagonista y al narrador testigo.
Un ejemplo de focalización interna se presenta en el comienzo de Los enamoramientos, la novela de Javier Marías.

### Focalización externa
El narrador cuenta la historia desde fuera de ella, es decir, desde una perspectiva exterior. Este narrador no conoce todos los hechos, no puede acceder a la conciencia de los personajes, (es el caso del narrador casi omnisciente o también denominado narrador cámara) o en todo caso puede acceder a los pensamientos de solo uno de ellos, habitualmente el protagonista (es el caso del narrador equisciente).
También puede considerarse focalización externa al narrador editor (aquel que publica la historia o encuentra un manuscrito). El grado de información que maneja es inferior al del narrador omnisciente. En líneas generales es un narrador objetivo, pues relata solo lo que ve sin comprometerse, si bien el grado de objetividad puede variar en el caso de tratarse de un narrador equisciente. Este último narrador se puede observar en comienzo de El proceso, la novela de Franz Kafka.

## Ocularización
La ocularización, según François Jost, es la relación entre «lo que la cámara muestra y lo que el personaje supuestamente ve». Es decir, lo que ve el espectador en la pantalla y lo que ve el personaje en ese momento. François Jost crea este concepto para dejar clara la diferencia entre lo visual y el saber.

## Tipos
A partir de la teoría de François Jost, existen tres tipos de ocularización. Esta clasificación se basa en la creada por Gérard Genette respecto a la focalización, pero, además, cuenta con una ventaja: la de «evocar el ojo que mira el campo tomado por la cámara». Por tanto se puede ver tres tipos: ocularización 0, ocularización interna y ocularización espectadora o externa.

### Ocularización 0
Un personaje es seguido por la cámara mediante una panorámica o travelling de forma que indica movimiento. No hay relación entre lo que la cámara muestra y lo que ve el personaje. Tiene una función descriptiva.

### Ocularización interna
El espectador se identifica con la mirada del personaje. La ocularización interna puede ser primaria y secundaria. La ocularización interna primaria sucede dentro de la narración donde encontramos marcas enunciativas y enunciadoras; como la mirada subjetiva a partir de escorzos del cuerpo fragmentado del personaje que se encuentra también viendo la cámara.
Se puede decir que la cámara ocupa la posición de los ojos del personaje y, en muchas ocasiones, aparecen inserciones de objetos como la cerradura de una puerta o una ventana, que apuntan que por ahí va a mirar un personaje. En cuanto a la ocularización interna secundaria, se da la construcción por montaje, es decir, por la relación entre planos o raccord. Un ejemplo de esto sería el plano contraplano (la mirada mostrada por el personaje se enlaza con una imagen de lo que mira en ese momento).

### Ocularización espectadora
Este tipo de ocularización acentúa el hecho de que el espectador no comparte el punto de vista con ningún personaje. Tiene una información que no tiene el personaje y es una marca de la enunciación.

## Auricularización
La auricularización es el punto de vista sonoro o auricular, según François Jost, y plantea varios inconvenientes, ya que el sentido del oído es más difuso que el de la vista. Las tres dificultades de mayor importancia destacadas en El relato cinematográfico serían la localización de los sonidos, la individualización de la escucha y la inteligibilidad de los diálogos.
Al igual que la ocularización, concepto del cual toma su nombre, la auricularización también se divide en interna (primaria y secundaria) y 0, eliminando, en este caso, la externa o espectadora. 

## Tipos

### Auricularización interna primaria
El sonido, ruido o música es escuchado por el personaje y el espectador al mismo tiempo. En definitiva, se pretende que el espectador escuche lo mismo que percibe el personaje. 

### Auricularización interna secundaria
El sonido, ruido, o música viene dado por el montaje y es filtrado por el personaje. Por ejemplo, cuando un personaje se tapa los oídos y deja de escuchar. 

### Auricularización 0
Hace referencia al momento de subir o bajar la música cuando va a entrar o salir un diálogo. Básicamente, nos remite a la musicalización para crear ambiente en una escena. El sonido (normalmente, bandas sonoras) es extradiegético (fuera de la diégesis) de manera que no tiene ninguna relación con los personajes y el relato.